# Neoapterocis
Neoapterocis is een geslacht van kevers in de familie houtzwamkevers (Ciidae).

## Soorten
- N. chilensis Lopes-Andrade, 2007
- N. mexicanus Lopes-Andrade, 2007